# 鈴木重令
鈴木 重令（すずき しげよし、1940年（昭和15年）6月15日 - 2007年（平成19年）5月1日）は、昭和時代後期から平成時代の政治家。青森県三沢市長。

## 経歴
青森県上北郡三沢村（現在の三沢市）に生まれる。日本大学法学部を経て、同大大学院法学研究科公法学を修了する。柴田女子高等学校教諭、東北女子大学専任講師、同大学助教授兼学務課長を経て、1976年（昭和51年）三沢市議会議員に当選。1979年（昭和54年）より青森県議会議員を務め、1987年（昭和62年）三沢市長に就任した。
任期中の2007年（平成19年）5月1日、肺炎と消化管出血のため三沢市内の病院で死去、66歳。死没日をもって旭日中綬章追贈、従四位に叙される。

## 栄典
勲章等
- 1997年（平成9年） - 藍綬褒章[1]
- 2007年（平成19年） - 旭日中綬章
- 2007年（平成19年） - 従四位